# Blauwkeelbergnimf
De blauwkeelbergnimf (Oreotrochilus cyanolaemus) is een vogel uit de familie Trochilidae (Kolibries). Het is een zeer bedreigde soort bergnimf, die werd ontdekt in 2018. De vogel onderscheidt zich van de nauw verwante Peruaanse bergnimf door het iriserende ultramarijnblauw op de keel.

## Verspreiding
Deze soort kolibrie is endemisch in Ecuador binnen een 114 km2 groot gebied met bos en struikgewas langs beken in de bovenloop van de rivier de Jubones tot hoogstens 3700 meter boven zeeniveau.

## Status
De populatie is extreem klein en is in 2021 geschat op hooguit 80-110 volwassen vogels. Het leefgebied wordt bedreigd door habitatverlies omdat het gebied intensief wordt begraasd, bossen worden afgebrand en omdat er naar goud wordt gegraven.